# Attila Osváth
Attila Osváth (Veszprém, 10 de diciembre de 1995) es un futbolista húngaro que juega en la demarcación de lateral derecho para el Paksi FC de la Nemzeti Bajnokság I.

## Selección nacional
Tras jugar en las categorías inferiores de la selección, finalmente hizo su debut con la selección de Hungría el 20 de marzo de 2025 en un encuentro de la Liga de Naciones de la UEFA 2024-25 contra Turquía que finalizó con un resultado de 3-1 a favor del combinado turco tras el gol de András Schäfer para Hungría, y de Orkun Kökçü, Kerem Aktürkoğlu y İrfan Can Kahveci para Turquía.

## Clubes
| Club                   | País    | Año       | Partidos | Goles |
| ---------------------- | ------- | --------- | -------- | ----- |
| FC Veszprém            | Hungría | 2011-2013 | 28       | 3     |
| Balatonfüredi FC       | Hungría | 2013-2014 | 28       | 6     |
| Szigetszentmiklósi TK  | Hungría | 2014-2015 | 28       | 0     |
| Vasas SC               | Hungría | 2015-2017 | 17       | 1     |
| Debreceni VSC (cedido) | Hungría | 2017      | 14       | 1     |
| Puskás Akadémia FC     | Hungría | 2017-2019 | 37       | 1     |
| Paksi FC               | Hungría | 2019-     | 180      | 6     |

## Palmarés

### Títulos nacionales
| Título          | Club        | País    | Año  |
| --------------- | ----------- | ------- | ---- |
| Copa de Hungría | Paksi F. C. | Hungría | 2024 |
| Copa de Hungría | Paksi F. C. | Hungría | 2025 |